# Kenyon Medal for Classical Studies
Die Kenyon Medal for Classical Studies ist eine Auszeichnung der British Academy, die verdienten Altertumswissenschaftlern verliehen wird. Sie ist nach dem ehemaligen Akademiepräsidenten Frederic G. Kenyon (1863–1952) benannt, der den Preis in seinem Testament stiftete.

## Preisträger
- 1957: John D. Beazley
- 1959: Michael Ventris (posthum)
- 1961: Edgar Lobel
- 1963: Carl Blegen
- 1965: Eduard Fraenkel
- 1969: Denys Lionel Page
- 1971: Eric Robertson Dodds
- 1973: Andrew Sydenham Farrar Gow
- 1975: Ronald Syme
- 1977: Rudolf Pfeiffer
- 1979: Bernard Ashmole
- 1981: Arnaldo Momigliano
- 1983: Arthur D. Trendall
- 1985: D. R. Shackleton Bailey
- 1987: Martin Robertson
- 1989: Frank W. Walbank
- 1991: Homer A. Thompson
- 1993: Kenneth Dover
- 1995: John Boardman
- 1997: Robin G. M. Nisbet
- 1999: Brian B. Shefton
- 2002: Martin Litchfield West
- 2003: John Nicolas Coldstream
- 2005: Fergus Millar
- 2007: Geoffrey Lloyd
- 2009: James Noel Adams
- 2011: David Peacock
- 2013: Alan Cameron
- 2015: Nigel Guy Wilson
- 2017: Joyce Reynolds
- 2019: Peter J. Parsons
- 2020: Averil Cameron
- 2021: David Breeze
- 2022: Timothy Peter Wiseman
- 2023: Susan Walker
- 2024: Christopher Stray